# Eyprepocnemis dorsalensis
Eyprepocnemis dorsalensis is een rechtvleugelig insect uit de familie veldsprinkhanen (Acrididae). De wetenschappelijke naam van deze soort is voor het eerst geldig gepubliceerd in 1964 door Roy.